# SMS Wien
SMS Wien, predreadnought bojni brod i obalna oklopnjača klase Monarcha koji je izgradila Austro-ugarska ratna mornarica pri kraju 19. stoljeća. Kobilica Wiena položena je u brodogradilištu Stabilimentu Tecnicu Triestinu u Trstu istoga dana kad i kobilica njegova bratskog broda Budapesta 16. veljače 1893. godine. Imenovan je po gradu Beču, austrijskome glavnom gradu, a porinut je 7. srpnja 1895. kao drugi brod klase Monarcha. Iako je bio porinut dva mjeseca poslije svojega bratskog broda Monarcha, Wien je bio prvi brod klase Monarcha koji je stavljen u službu Austro-ugarske ratne mornarice 13. svibnja 1897. godine.